# Delias georgina
Delias georgina is een vlindersoort uit de familie van de Pieridae (witjes), onderfamilie Pierinae.
Delias georgina werd in 1861 beschreven door C. & R. Felder.